# Christoph Bandelow
Christoph Bandelow (* 18. Januar 1939 in Magdeburg; † 30. September 2011 in Witten) war ein deutscher Mathematiker  mit dem Schwerpunkt Wahrscheinlichkeitstheorie, bekannt als Autor von Büchern über den Zauberwürfel und ähnliche mathematische Unterhaltungen.

## Leben
Bandelow studierte ab 1958 an der Universität Tübingen und der Ludwig-Maximilians-Universität München Mathematik und Physik und machte 1964 seinen Diplom-Abschluss als Mathematiker in München. Ab 1966 war er wissenschaftlicher Mitarbeiter am Leibniz-Rechenzentrum in München. Er wurde 1968 bei Hans-Georg Kellerer an der Ruhr-Universität Bochum promoviert (Rekurrenz-Eigenschaften von Funktionalen Markovscher Ketten). 1970/71 war er Visiting Assistant Professor an der Florida State University in Tallahassee. 1972 wurde er Akademischer Rat und 1973 Akademischer Oberrat an der Universität Bochum am Lehrstuhl für Stochastik.
Er ist der Sohn von Karli Bandelow, der am 11. November 1954 in der DDR nach einem Schauprozess („Gehlen-Prozess“) hingerichtet wurde. Sein Sohn Nils C. Bandelow ist Leiter des Lehrstuhls für Innenpolitik an der TU Braunschweig.

## Schaffen
Als Mathematiker befasste sich Bandelow mit stochastischen Prozessen wie Markow-Ketten und deren Simulation und der Erzeugung von Zufallszahlen.
Er verfasste mehrere Bücher über den Zauberwürfel (Rubik´s Cube) und ähnliche Puzzles wie Rubik’s Revenge, Rubik’s Magic (Rubik´s Magische Ringe), in denen er die dahinterstehende Mathematik erläutert.

## Schriften
- Einführung in die Wahrscheinlichkeitstheorie, BI Hochschultaschenbuch, 1981, 2. Auflage 1989
- Einführung in die Cubologie, Vieweg 1981, englische Übersetzung: Inside Rubik´s Cube and Beyond, Birkhäuser 1982
- Rubik´s Magische Ringe, Falken Verlag 1982 (auch ins Portugiesische übersetzt)
- Mickey´s Challenge, AOA Press Hongkong 1993 (in mehrere Sprachen übersetzt, auch als Sonic's Puzzle Ball)
- Rubik´s Zauberwürfel, in: Jahrbuch Überblicke Mathematik 1981, BI Verlag